# Seznam vodopádů na Slovensku
Tento seznam uvádí dvacet nejvyšších vodopádů na Slovensku
|     | Vodopád                   | Výška (m) | Vodní tok                           | Pohoří           |
| 1.  | Kmeťov vodopád            | 80        | Nefcerský potok                     | Vysoké Tatry     |
| 2.  | Závojový vodopád          | 75        | Sokolí potok                        | Slovenský ráj    |
| 3.  | Brankovský vodopád        | 55        | bezejmenný                          | Nízké Tatry      |
| 4.  | Šútovský vodopád          | 38        | Šútovský potok                      | Malá Fatra       |
| 5.  | Vajanského vodopád        | 30        | Kôprovský potok                     | Vysoké Tatry     |
| 6.  | Kľacký vodopád            | 30        |                                     | Malá Fatra       |
| 7.  | Vodopád Skok              | 25        | Mlynica                             | Vysoké Tatry     |
| 8.  | Vodopád Bystrého potoka   | 23        | Bystrý potok (přítok Slatiny)       | Poľana           |
| 9.  | Vodopády Studeného potoka | 22        | Studený potok (přítok Popradu)      | Vysoké Tatry     |
| 10. | Hviezdoslavov vodopád     | 20        | Zelený potok (zdrojnice Biele vody) | Vysoké Tatry     |
| 11. | Roháčský vodopád          | 18        | Studený potok (přítok Oravy)        | Západné Tatry    |
| 12. | Medený vodopád            | 17        | Zelený potok                        | Vysoké Tatry     |
| 13. | Vyšný vodopád             | 15,5      | Sokolí potok                        | Slovenský ráj    |
| 14. | Obrovský vodopád          | 15        | Malý Studený potok                  | Vysoké Tatry     |
| 15. | Machnatô                  | 15        | Machnatô                            | Nízké Tatry      |
| 16. | Velický vodopád           | 15        | Velický potok                       | Vysoké Tatry     |
| 17. | Hlbocký vodopád           | 14        | Hlbocký potok                       | Strážovské vrchy |
| 18. | Strakov vodopád           | 13        | Kláštorský potok                    | Slovenský ráj    |
| 19. | Vodopád Rígeľského potoka | 12        | Rígeľský potok                      | Belianské Tatry  |
| 20. | Ťažký vodopád             | 10        | Ťažký potok                         | Vysoké Tatry     |